# Gornja Stubica
Gornja Stubica je naseljeno mjesto i istoimena općina u Hrvatskom zagorju. Pripada Krapinsko-zagorskoj županiji.

## Zemljopis
Općina Gornja Stubica prostire se u pojasu od doline rijeke Krapine do vrhova Medvednice. Najnaseljenija su područja u središnjem dijelu općine. Graniči na istoku s Općinom Marijom Bistricom, na sjeveroistoku s Općinom Zlatar Bistricom, na zapadu s Gradom Donja Stubica, na sjeveru s Općinom Bedekovčinom, te na jugu s Gradom Zagrebom, točnije s gradskom četvrti Sesvete. Tu se u dolini sastaju potoci koji se slijevaju s Medvednice: Slani potok, Piškorica i Burnjak.

## Stanovništvo
Po popisu stanovništva iz 2001. godine, općina Gornja Stubica imala je 5726 stanovnika, raspoređenih u 20 naselja:
- Banšćica – 216
- Brezje – 250
- Dobri Zdenci – 163
- Dubovec – 408
- Gornja Stubica – 862
- Gusakovec – 229
- Hum Stubički – 607
- Jakšinec – 309
- Karivaroš – 361
- Modrovec – 374
- Orehova Gorica – 72
- Pasanska Gorica – 166
- Repićevo Selo – 40
- Samci – 276
- Sekirevo Selo – 45
- Slani Potok – 410
- Sveti Matej – 631
- Šagudovec – 232
- Vinterovec – 48
- Volavec – 27

| broj stanovnika | 4269  | 4715  | 5567  | 6569  | 7144  | 7578  | 7368  | 7969  | 8318  | 8338  | 7927  | 7056  | 6323  | 6104  | 5726  | 5284  | 4622  |
|                 | 1857. | 1869. | 1880. | 1890. | 1900. | 1910. | 1921. | 1931. | 1948. | 1953. | 1961. | 1971. | 1981. | 1991. | 2001. | 2011. | 2021. |

| broj stanovnika | 5     | 19    | 19    | 34    | 42    | 83    | 66    | 61    | 52    | 66    | 62    | 532   | 618   | 846   | 862   | 831   | 747   |
|                 | 1857. | 1869. | 1880. | 1890. | 1900. | 1910. | 1921. | 1931. | 1948. | 1953. | 1961. | 1971. | 1981. | 1991. | 2001. | 2011. | 2021. |

## Uprava
- Načelnik: Jasmin Krizmanić
- Predsjednik Općinskog Vijeća: Goran Klanjčić

## Poznate osobe
- Ambroz Matija Gubec, (umro 15. veljače 1573.) je bio hrvatski seljak i vođa Seljačke bune u Hrvatskoj i Sloveniji.
- Rudolf Perešin, hrvatski vojni pilot, rođen je 25. ožujka 1958. godine u Jakšincu, u Općini Gornja Stubica.

- Marijan Karabin, hrvatski pjesnik

## Spomenici i znamenitosti
- Spomenik Matije Gupca
- Spomen-park Rudolfu Perešinu
- Dvorac Oršić
- Gupčeva lipa
- Crkva Sv. Jurja

## Obrazovanje
- Osnovna škola Matije Gupca
  - Područna škola Dubovec
  - Područna škola Sveti Matej
  - Područna škola Dobri zdenci
  - Područna škola Hum Stubički

## Kultura
- KUD "Matija Gubec"
- Udruga "Prava nota"[4]
- Udruga "Sv. Juraj"
- Manifestacija Susreti za Rudija, od 2008., posvećene Rudolfu Perešinu[5]

## Šport
- Nogomet
  - NK Matija Gubec Gornja Stubica

- Atletika
  - Triatlon + Atletski klub Rudolf Perešin

- Borilački športovi
  - Društvo za borilačke sportove Puntar

## Vanjske poveznice
- Službene stranice